# Hedwig Hillengaß
Hedwig Hillengaß (* 5. Oktober 1902 in Mannheim; † 22. Mai 1970 ebenda) war eine deutsche Opernsängerin (Sopran).

## Leben
Hillengaß wuchs in ihrer Heimatstadt Mannheim im Stadtteil Lindenhof auf. Nach ihrer Mittleren Reife arbeitete sie zunächst im Telegraphenamt Mannheim. Sie studierte in Mannheim Gesang bei Jane Freund-Nauen.
Ihr erstes Bühnenengagement hatte sie in der Spielzeit 1925/26 am Stadttheater Pforzheim; dort war sie bis 1927 als Sängerin (Anfängerin) mit Komparserieverpflichtung engagiert. Von 1928 bis 1931 war sie als „1. Operettensängerin“ am Stadttheater Heilbronn engagiert. Zu ihren Rollen mit Schwerpunkt Operette gehörten unter anderem Sonja in Der Zarewitsch, Lisa in Das Land des Lächelns, die weibliche Titelrolle in Viktoria und ihr Husar und Rosalinde in Die Fledermaus. In den Spielzeiten 1931/32 und 1932/33 war sie als Operettensängerin am Stadttheater Plauen engagiert. Sie trat unter anderem in den Operetten Der Opernball, Im weißen Rößl, Die schöne Helena (Titelrolle), Der Graf von Luxemburg (als Angèle Didier), Boccaccio (als Fiametta) und Der Zigeunerbaron (als Saffi) auf.
Nach den Aufbaujahren wechselte Hedwig Hillengaß 1933 als „1. Operettensängerin“ an das Nationaltheater Mannheim und vollzog in den folgenden zwei Spielzeiten den Einstieg in die Oper. Bis 1935 war sie am Nationaltheater Mannheim festes Ensemblemitglied. Sie sang dort Rollen in Operetten (Saffi in Der Zigeunerbaron; Julia de Weert in Der Vetter aus Dingsda ), aber auch erste große Opernrollen, wie die Titelrolle in der damals äußerst erfolgreichen Oper Mona Lisa und Minnie in Puccinis Verismo-Oper Das Mädchen aus dem goldenen Westen.
1935 ging sie als „Erster lyrischer Sopran“, jugendlich-dramatischer Sopran und Charaktersopran an das Badische Staatstheater Karlsruhe. Hedwig Hillengaß sang dort unter anderem Baronin Freimann in Der Wildschütz, Ninabella in Die Zaubergeige, Marie in Die verkaufte Braut, die Titelrolle in Carmen, und Pamina in Die Zauberflöte. Weiters übernahm sie Rollen in Operetten, wie Kurfürstin Marie in Der Vogelhändler und Komtesse Laura in Der Bettelstudent. Im Mai 1936 wurde Bizets Oper Carmen im Reichssender Stuttgart mit ihr in der Hauptrolle übertragen. 1937 wurde Hedwig Hillengaß zur Kammersängerin ernannt. 1938 sang sie am Staatstheater Karlsruhe die Rolle der Djula in der deutschsprachigen Erstaufführung der Oper Ero der Schelm von Jakov Gotovac.
Noch während ihrer Karlsruher Zeit wurde sie für die Uraufführung von Werner Egks Oper Peer Gynt als „Die Rothaarige“ an das Opernhaus Düsseldorf verpflichtet; hier sang sie mit dem Bassisten Josef Greindl. Sie wurde aufgrund ihrer in dieser Oper gezeigten Leistung für die Spielzeiten 1939/40 und 1940/41 an die Düsseldorfer Oper verpflichtet. Sie sang dort unter anderem in Das Rheingold (als Freia), Boris Godunow, Die Zauberflöte (als Pamina), Tannhäuser (als Venus), Manon Lescaut (Titelrolle), Die Hochzeit des Figaro (als Gräfin Almaviva), Jenufa (Titelrolle) und Don Giovanni.
Danach wechselte sie an das Staatstheater Krakau im damaligen Generalgouvernement Polen. Hier war sie bis zur kriegsbedingten Schließung der Staatsoper Ende der Spielzeit 1943/44 tätig.
Kurz nach Kriegsende erhielt sie 1946 ein Engagement an den Städtischen Bühnen Heidelberg, wo sie bis zur Spielzeit 1952/53 als Erste Sopranistin tätig war. Auch hier war der Schwerpunkt ihres Schaffens die Oper. Als Gast trat sie daneben gelegentlich noch am Staatstheater Karlsruhe auf. Hedwig Hillengaß war zudem im Südfunk zu hören. Außerdem sang sie bei den Schwetzinger Festspielen.
Zu ihren weiteren Bühnenrollen gehörten Ramiro in La finta giardiniera, Senta im Fliegenden Holländer, Marschallin und Octavian im Rosenkavalier, die Titelrolle in Aida, Desdemona in Otello, die Titelrolle in Puccinis Oper Tosca und Dolly in Sly oder Die Legende vom wiedererweckten Schläfer.
Hedwig Hillengaß verstarb infolge eines Unfalls im 68. Lebensjahr. Sie war in ihrer Zeit eine der großen Sopranistinnen Deutschlands. Experten schätzten ihre gepflegte Stimme, mit der sie sowohl Lieder im Konzertsaal als auch schwere Rollen im Theater darbot.